# Wereldkampioenschappen schaatsen sprint 2020
De 51e wereldkampioenschappen schaatsen sprint op de schaats werden in 2020 op vrijdag 28 en zaterdag 29 februari in het ijsstadion Vikingskipet te Hamar gehouden en georganiseerd door de Internationale Schaats Unie (ISU). Het was voor de zevende keer dat een WK sprint in Noorwegen plaatsvond en voor de vierde keer in Hamar. Het was de eerste keer dat het WK Sprint werd verreden in combinatie met het WK allround.
De titelhouders van het WK 2019 waren de Rus Pavel Koelizjnikov en de Japanse Nao Kodaira. Koelizjnikov gaf na de eerste dag op en werd opgevolgd door de nummer twee van 2019, de Japanner Tatsuya Shinhama die zijn eerste titel won. Kodaira werd geklopt door haar landgenote Miho Takagi die haar eerste titel won. Takagi werd daarmee de vijfde vrouw ooit en de eerste sinds Anni Friesinger in 2007 die wereldkampioene allround (Amsterdam, 2018) en wereldkampioene sprint werd.

## Toewijzing
De volgende plaatsen/ijsbanen hadden een bid ingediend om het WK sprint 2020 te mogen organiseren:
| Land      | Plaats       | IJsbaan                     | Datum                    |
| --------- | ------------ | --------------------------- | ------------------------ |
| Duitsland | Berlijn      | Sportforum Hohenschönhausen | 29 februari-1 maart 2020 |
| Noorwegen | Hamar        | Vikingskipet                | 29 februari-1 maart 2020 |
| Rusland   | Tsjeljabinsk | Oeralskaja Molnija          | 29 februari-1 maart 2020 |

Nadat de bidprocedure voor het WK allround 2020 was gestart, is besloten om de WK allround en WK sprint vanaf 2020 samen te voegen tot een toernooi. De volgende plaatsen/ijsbanen hadden een bid ingediend om het gecombineerde WK allround/sprint 2020 te mogen organiseren:
| Land             | Plaats         | IJsbaan                     | Datum                    |
| ---------------- | -------------- | --------------------------- | ------------------------ |
| Wit-Rusland      | Minsk          | Minsk Arena                 | 28 februari-1 maart 2020 |
| Duitsland        | Berlijn        | Sportforum Hohenschönhausen | 28 februari-1 maart 2020 |
| Japan            | Hachinohe      | Hachinohe Skating Arena     | 28 februari-1 maart 2020 |
| Italië           | Turijn         | Oval Lingotto               | 28 februari-1 maart 2020 |
| Noorwegen        | Hamar          | Vikingskipet                | 28 februari-1 maart 2020 |
| Verenigde Staten | Salt Lake City | Utah Olympic Oval           | 28 februari-1 maart 2020 |

Op 6 juni 2017 werd bekend dat het gecombineerde WK allround/sprint 2020 is toegewezen aan Hamar, Noorwegen.

## Programma
| Programma                                                                           | Programma                                                                           | Programma      |
| ----------------------------------------------------------------------------------- | ----------------------------------------------------------------------------------- | -------------- |
| vrijdag 28 februari                                                                 | zaterdag 29 februari                                                                | zondag 1 maart |
| 1e 500 meter vrouwen 1e 500 meter mannen 1e 1000 meter vrouwen 1e 1000 meter mannen | 2e 500 meter vrouwen 2e 500 meter mannen 2e 1000 meter vrouwen 2e 1000 meter mannen |                |

## Mannen

### Startplaatsen/kwalificatie
Een deel van de startplaatsen per land (met een maximum van twee) werd reeds vergeven op het WK van 2019 in Heerenveen. De rest van de startplaatsen werd verdeeld bij de eerste vier wedstrijden van de wereldbeker schaatsen 2019/2020.

### Afstandspodia
| Afstand | Goud             | Zilver           | Brons              |
| ------- | ---------------- | ---------------- | ------------------ |
| 500m    | Laurent Dubreuil | Tatsuya Shinhama | Pavel Koelizjnikov |
| 1000m   | Tatsuya Shinhama | Joel Dufter      | Yamato Matsui      |
| 500m    | Tatsuya Shinhama | Laurent Dubreuil | Cha Min-kyu        |
| 1000m   | Kjeld Nuis       | Laurent Dubreuil | Tatsuya Shinhama   |

### Klassement
| Rang   | Schaatser                   | Land | 500m         | 1000m        | 500m       | 1000m        | Punten  |
| ------ | --------------------------- | ---- | ------------ | ------------ | ---------- | ------------ | ------- |
| Goud   | Tatsuya Shinhama            | JPN  | 34,58 (2)    | 1.08,28 (1)  | 34,39 (1)  | 1.08,71 (3)  | 137,465 |
| Zilver | Laurent Dubreuil            | CAN  | 34,55 (1)    | 1.08,79 (5)  | 34,56 (2)  | 1.08,39 (2)  | 137,700 |
| Brons  | Cha Min-kyu                 | KOR  | 34,71 (5)    | 1.09,26 (11) | 34,72 (3)  | 1.08,73 (4)  | 138,425 |
| 4      | Kai Verbij                  | NED  | 34,93 (9)    | 1.08,96 (8)  | 35,04 (5)  | 1.08,74 (5)  | 138,820 |
| 5      | Håvard Holmefjord Lorentzen | NOR  | 34,90 (8)    | 1.08,95 (7)  | 35,15 (8)  | 1.08,84 (6)  | 138,945 |
| 6      | Yamato Matsui               | JPN  | 34,89 (7)    | 1.08,69 (3)  | 34,90 (4)  | 1.09,89 (12) | 139,080 |
| 7      | Kjeld Nuis                  | NED  | 35,29 (15)   | 1.08,73 (4)  | 35,45 (12) | 1.08,38 (1)  | 139,295 |
| 8      | Joel Dufter                 | GER  | 35,11 (12)   | 1.08,65 (2)  | 35,45 (11) | 1.09,44 (10) | 139,605 |
| 9      | Dai Dai Ntab                | NED  | 35,08 (10)   | 1.09,75 (13) | 35,04 (6)  | 1.09,47 (11) | 139,730 |
| 10     | Nico Ihle                   | GER  | 35,15 (13)   | 1.09,11 (9)  | 35,47 (13) | 1.09,29 (9)  | 139,820 |
| 11     | Mathias Vosté               | BEL  | 35,53 (19)   | 1.09,28 (12) | 35,64 (16) | 1.08,99 (7)  | 140,305 |
| 12     | Ning Zhongyan               | CHN  | 35,56 (21)   | 1.09,23 (10) | 35,76 (19) | 1.09,03 (8)  | 140,450 |
| 13     | Daichi Yamanaka             | JPN  | 35,09 (11)   | 1.10,64 (20) | 35,09 (7)  | 1.10,20 (14) | 140,600 |
| 14     | Ignat Golovatsiuk           | BLR  | 35,55 (20)   | 1.10,19 (14) | 35,30 (10) | 1.09,95 (13) | 140,920 |
| 15     | Artur Nogal                 | POL  | 35,24 (14)   | 1.10,45 (17) | 35,24 (9)  | 1.10,69 (17) | 141,050 |
| 16     | Kim Young-jin               | KOR  | 35,34 (16)   | 1.10,92 (25) | 35,54 (14) | 1.11,18 (22) | 141,930 |
| 17     | Henrik Fagerli Rukke        | NOR  | 35,46 (17)   | 1.10,88 (23) | 35,73 (18) | 1.10,96 (21) | 142,110 |
| 18     | Damian Zurek                | POL  | 35,74 (25)   | 1.10,90 (24) | 35,64 (17) | 1.10,80 (19) | 142,230 |
| 19     | Hendrik Dombek              | GER  | 35,61 (22)   | 1.10,82 (22) | 35,82 (20) | 1.10,91 (20) | 142,295 |
| 20     | Alexander Klenko            | KAZ  | 35,62 (23)   | 1.11,25 (27) | 35,95 (21) | 1.10,47 (15) | 142,430 |
| 21     | Odin By Farstad             | NOR  | 35,69 (24)   | 1.10,57 (19) | 36,24 (24) | 1.10,55 (16) | 142,490 |
| 22     | Artur Galiyev               | KAZ  | 35,82 (26)   | 1.10,49 (18) | 36,16 (22) | 1.10,72 (18) | 142,585 |
| 23     | David Bosa                  | ITA  | 35,89 (27)   | 1.10,92 (25) | 36,20 (23) | 1.11,58 (23) | 143,340 |
| 24     | Chung Jae-woong             | KOR  | 1.21,55 (28) | 1.10,64 (20) | 35,63 (15) |              | 152,500 |
| 25     | Pavel Koelizjnikov          | RUS  | 34,60 (3)    | 1.08,89 (6)  |            |              | 69,045  |
| 26     | Roeslan Moerasjov           | RUS  | 34,65 (4)    | 1.10,32 (16) |            |              | 69,810  |
| 27     | David La Rue                | CAN  | 35,48 (18)   | 1.10,20 (15) |            |              | 70,580  |
| 28     | Viktor Moesjtakov           | RUS  | 34,83 (6)    | DNS          |            |              | 34,830  |

## Vrouwen

### Startplaatsen/kwalificatie
Een deel van de startplaatsen per land (met een maximum van twee) werd reeds vergeven op het WK van 2019 in Heerenveen. De rest van de startplaatsen werd verdeeld bij de eerste vier wedstrijden van de wereldbeker schaatsen 2019/2020.

### Afstandspodia
| Afstand | Goud        | Zilver        | Brons             |
| ------- | ----------- | ------------- | ----------------- |
| 500m    | Miho Takagi | Nao Kodaira   | Vanessa Herzog    |
| 1000m   | Miho Takagi | Jutta Leerdam | Jorien ter Mors   |
| 500m    | Nao Kodaira | Miho Takagi   | Angelina Golikova |
| 1000m   | Miho Takagi | Jutta Leerdam | Brittany Bowe     |

### Klassement
| Rang   | Schaatser         | land | 500m       | 1000m        | 500m       | 1000m        | Punten  |
| ------ | ----------------- | ---- | ---------- | ------------ | ---------- | ------------ | ------- |
| Goud   | Miho Takagi       | JPN  | 37,51 (1)  | 1.13,75 (1)  | 37,52 (2)  | 1.13,93 (1)  | 148,870 |
| Zilver | Nao Kodaira       | JPN  | 37,53 (2)  | 1.15,44 (8)  | 37,46 (1)  | 1.14,88 (6)  | 150,150 |
| Brons  | Olga Fatkoelina   | RUS  | 37,72 (4)  | 1.15,15 (6)  | 37,71 (4)  | 1.14,85 (5)  | 150,430 |
| 4      | Angelina Golikova | RUS  | 37,77 (5)  | 1.15,44 (7)  | 37,57 (3)  | 1.15,27 (8)  | 150,695 |
| 5      | Jutta Leerdam     | NED  | 38,30 (15) | 1.14,54 (2)  | 38,03 (7)  | 1.14,47 (2)  | 150,835 |
| 6      | Brittany Bowe     | USA  | 38,13 (9)  | 1.15,09 (5)  | 37,91 (5)  | 1.14,56 (3)  | 150,865 |
| 7      | Jorien ter Mors   | NED  | 38,22 (12) | 1.14,59 (3)  | 38,25 (12) | 1.14,70 (4)  | 151,115 |
| 8      | Letitia de Jong   | NED  | 38,18 (11) | 1.14,85 (4)  | 38,18 (10) | 1.14,94 (7)  | 151,255 |
| 9      | Kaylin Irvine     | CAN  | 38,00 (8)  | 1.16,28 (14) | 38,19 (11) | 1.16,07 (12) | 152,365 |
| 10     | Arisa Go          | JPN  | 37,80 (6)  | 1.15,64 (9)  | 38,09 (9)  | 1.17,53 (17) | 152,475 |
| 11     | Kimi Goetz        | USA  | 38,24 (13) | 1.15,84 (11) | 38,35 (14) | 1.16,02 (11) | 152,520 |
| 12     | Vanessa Herzog    | AUT  | 37,53 (3)  | 1.16,69 (15) | 38,03 (8)  | 1.17,36 (16) | 152,585 |
| 13     | Zhao Xin          | CHN  | 38,53 (17) | 1.16,01 (12) | 38,57 (16) | 1.16,01 (10) | 153,110 |
| 14     | Li Qishi          | CHN  | 38,80 (18) | 1.15,66 (10) | 38,98 (19) | 1.15,84 (9)  | 153,530 |
| 15     | Heather McLean    | CAN  | 38,15 (10) | 1.17,42 (18) | 38,32 (13) | 1.17,55 (18) | 153,955 |
| 16     | Kaja Ziomek       | POL  | 38,33 (16) | 1.18,15 (19) | 38,56 (15) | 1.18,28 (21) | 155,105 |
| 17     | Tian Ruining      | CHN  | 38,30 (14) | 1.19,04 (22) | 38,59 (17) | 1.17,55 (19) | 155,185 |
| 18     | Hege Bøkko        | NOR  | 39,17 (19) | 1.17,32 (16) | 38,97 (18) | 1.17,18 (14) | 155,390 |
| 19     | Ida Njåtun        | NOR  | 39,58 (23) | 1.17,33 (17) | 39,57 (23) | 1.16,70 (13) | 156,165 |
| 20     | Huang Yu-ting     | TPE  | 39,49 (22) | 1.18,17 (20) | 39,47 (22) | 1.17,69 (20) | 156,890 |
| 21     | Abigail McCluskey | CAN  | 39,90 (25) | 1.18,39 (21) | 39,58 (24) | 1.17,25 (15) | 157,300 |
| 22     | Anna Nifontova    | BLR  | 39,39 (21) | 1.19,69 (25) | 39,15 (20) | 1.19,92 (24) | 158,345 |
| 23     | Katja Franzen     | GER  | 39,93 (26) | 1.19,20 (23) | 39,43 (21) | 1.19,42 (22) | 158,670 |
| 24     | Stien Vanhoutte   | BEL  | 39,97 (27) | 1.19,61 (24) | 39,74 (25) | 1.19,74 (23) | 159,385 |
| 25     | Kim Min-ji        | KOR  | 39,62 (24) | 1.21,19 (26) | 39,81 (26) | 1.21,28 (25) | 160,665 |
| 26     | Daria Katsjanova  | RUS  | 37,91 (7)  | 1.16,08 (13) | 37,93 (6)  |              | 113,880 |
| 27     | Andżelika Wójcik  | POL  | 39,33 (20) | 1.21,64 (27) | 39,83 (27) |              | 119,980 |